# Bernard Leach

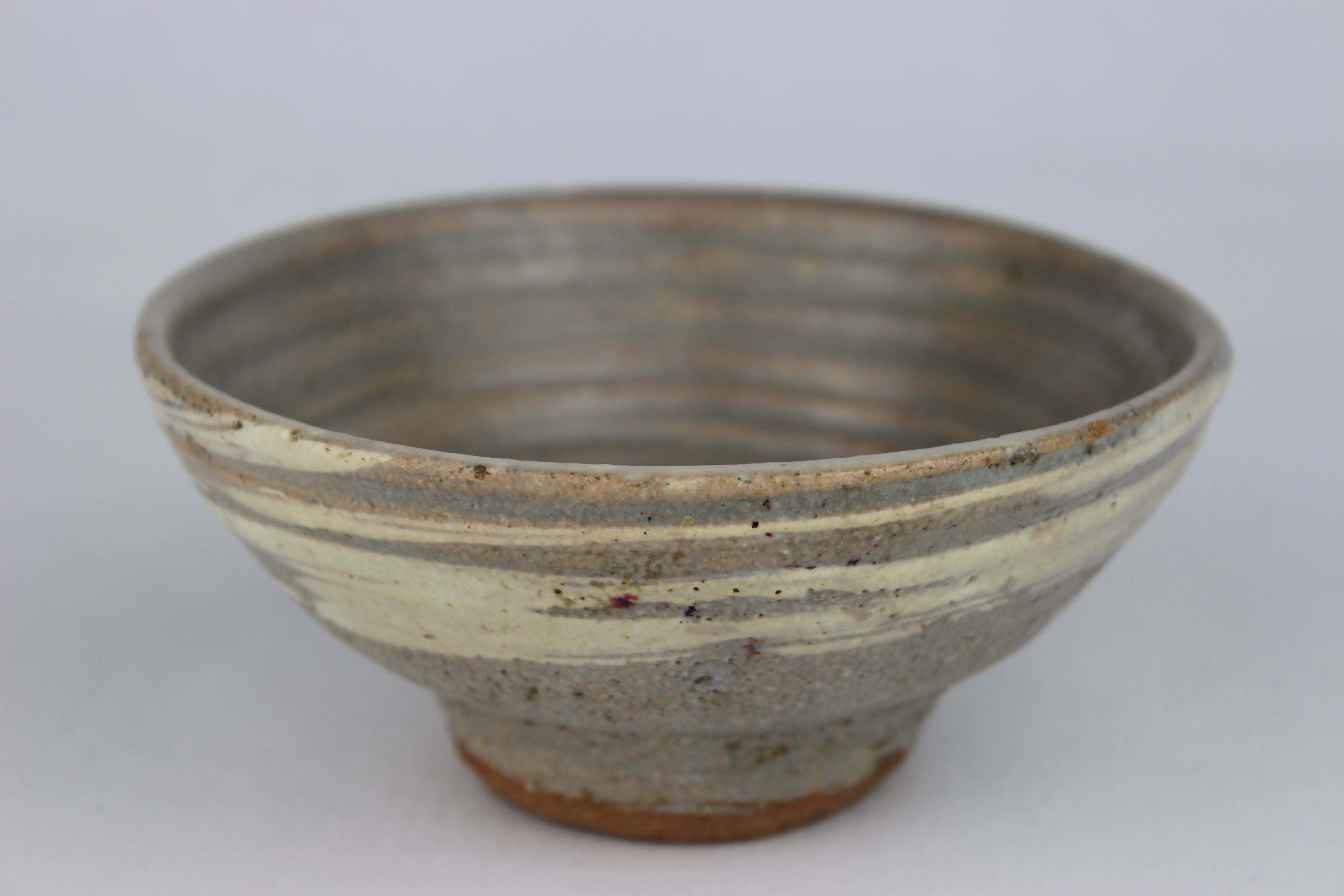
Bol tornejat de Bernard Leach

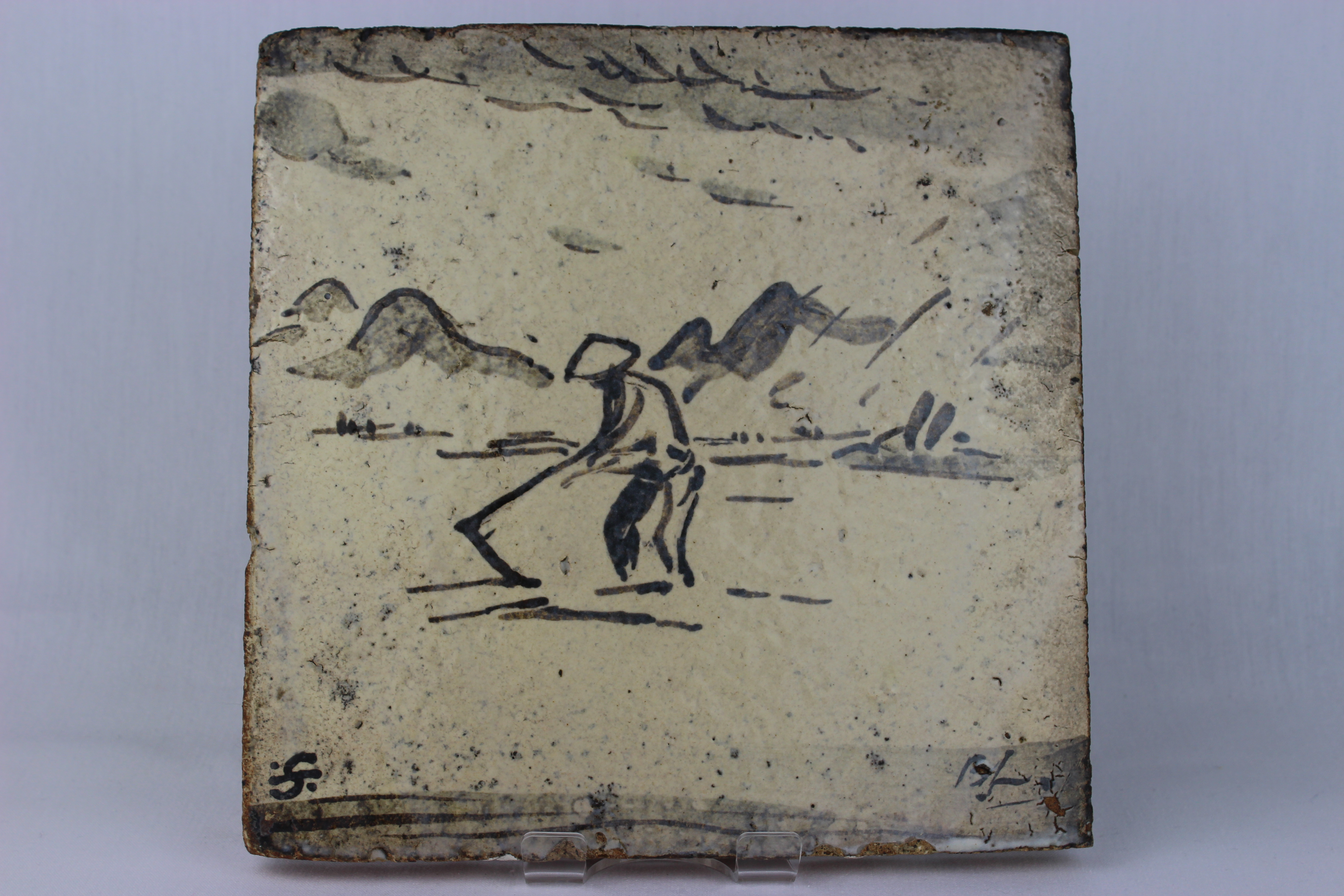
Rajola feta a mà i decorada per Bernard Leach

Bernard Howell Leach CBE (5 gener 1887 – 6 maig 1979), va ser un ceramista i professor d'art britànic.

## Primers anys (Japó)
Leach va néixer a Hong Kong. La seva mare Eleanor (amb cognom de soltera Sharp) va morir durant el part i Leach va passar els primers tres anys de la seva vida al Japó amb el seu pare, Andrew Leach. El 1890 va tornar a Hong Kong.
Es va formar a la  Slade School of Fine Art i a la London School of Art, on va estudiar gravat com a alumne de Franc Brangwyn. Llegint els llibres de Lafcadio Hearn, va començar a interessar-se pel Japó. El 1909 va tornar-hi, aquest cop amb la seva jove muller Muriel (nascuda Hoyle), amb la idea de donar classes de gravat. Va ser professor de Satomi Tona, Kojima Kikuo, i més tard de Ryūsei Kishida .
A Tòquio, va donar conferències i va assistir a reunions en les que també participaren Mushanokōji Saneatsu, Shiga Naoya, Yanagi Sōetsu i altres membres del grup "Shirakaba", que intentaven introduir l'art occidental al Japó després 250 anys de reclusió. Cap al 1911 va assistir a una celebració de Raku-yaki que va ser la seva primera incursió en el món de la ceràmica. Introduït per Ishii Hakutei, va començar a ser instruït per Urano Shigekichi 浦野繁吉 (1851–1923), el 6è Kenzan en la tradició del ceramista Ogata Kenzan (1663 -1743). Per a la traducció dels termes més tècnics, va comptar amb l'ajuda del ceramista Tomimoto Kenkichi, a qui havia conegut amb anterioritat. També va dissenyar portades per a Shirakaba ((白樺) El bedoll) i Fyūzan (del francès fusain, carbonet), dues revistes culturals molt influents. Per a Shirakaba, Leach també va escriure alguns articles. Atret pel filòsof i expert en art Alfred Westharp, d'origen prussià però que en aquella època vivia a Pequín, Leach s'hi va traslladar el 1915. Allà va adoptar el nom 李奇聞 (enlloc de "Leach"), però va retornar l'any següent al Japó. Va ser el 1919, quan un jove Hamada Shōji va visitar Leach per primer cop. Leach va ser obsequiat amb un forn ceràmic de Kenzan: el va construir al jardí de Yanagi i el va anomenarTōmon-gama. Ja establert com a ceramista, va decidir traslladar-se a Anglaterra.
El 1920, abans de marxar, va exposar a Osaka, on va conèixer el ceramista Kawai Kanjirō. A Tòquio, també se li va organitzar una exposició de comiat.

## Retorn a Anglaterra

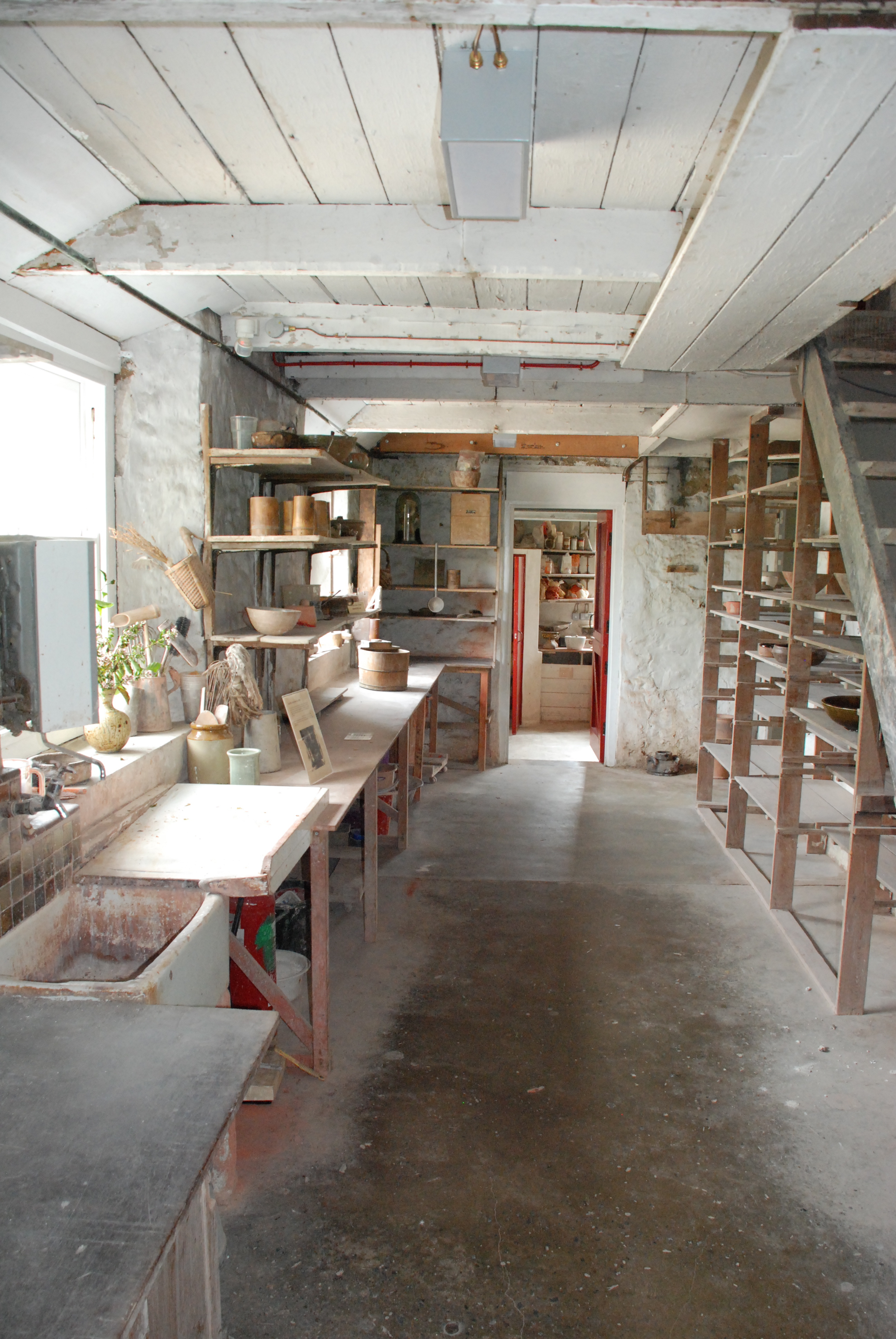
Interior de la Leach Pottery

Leach torna a Anglaterra el 1920 convidat per Frances Horne, que estava organitzant un gremi d'artesans entre la colònia artística establerta a Saint Ives, Cornualla (Gran Bretanya). Seguint la recomanació d'un amic de la família, Edgar Skinner, Horne va contactar amb Leach per a suggerir-li que hi participés com a ceramista. Leach i la seva esposa Muriel, acompanyats pel jove Hamada Shoji, van localitzar un indret adequat al costat del riu Stennackm als afores de Saint Ives, on van establir la Leach Pottery el 1920. Van construir-hi un forn ascendent o Noborigama (登り窯), el primer en ser bastit a Occident. El forn no es va construir molt precàriament i va ser reconstruït per Matsubayashi Tsurunosuke el 1923.
El 1934, Leach i Mark Tobey emprenen un viatge plegats per França i Itàlia, i tot seguit naveguen des de Nàpols a Hong Kong i Xangai, on se separen. Leach s'encamina de nou al Japó.
El 1940, Leach es converteix formalment a la fe bahà'í. Un pelegrinatge als temples bahaistes de Haifa, Israel, el 1954, va refermar la seva sensació de que calia fer més per apropar l'Est i l'Oest. Així, va decidir tornar a Orient "per a intentar fer més honestament la meva feina com a bahaista i com a artista..."
Leach concebia la ceràmica com una mescla d'art i filosofia orientals i occidentals. El seu treball partia de les ceràmiques tradicionals coreanes, japoneses i xineses, que combinava amb tècniques tradicionals d'Anglaterra i Alemanya, com ara la ceràmica engalbada o la ceràmica esmaltada a la sal. No només entenia la ceràmica com una combinació d'art, filosofia, disseny i artesania - sinó també com un estil de vida més elevat. A A potter's book, publicat el 1940, Leach explica el seu ofici, la seva tècnica i la seva filosofia. El llibre ha estat reeditat en nombroses ocasions i traduït a múltiples idiomes. Va ser el punt de partida per al seu reconeixement internacional i ha estat, des d'aleshores, un llibre de referència per a ceramistes d'arreu del món.

## Maduresa

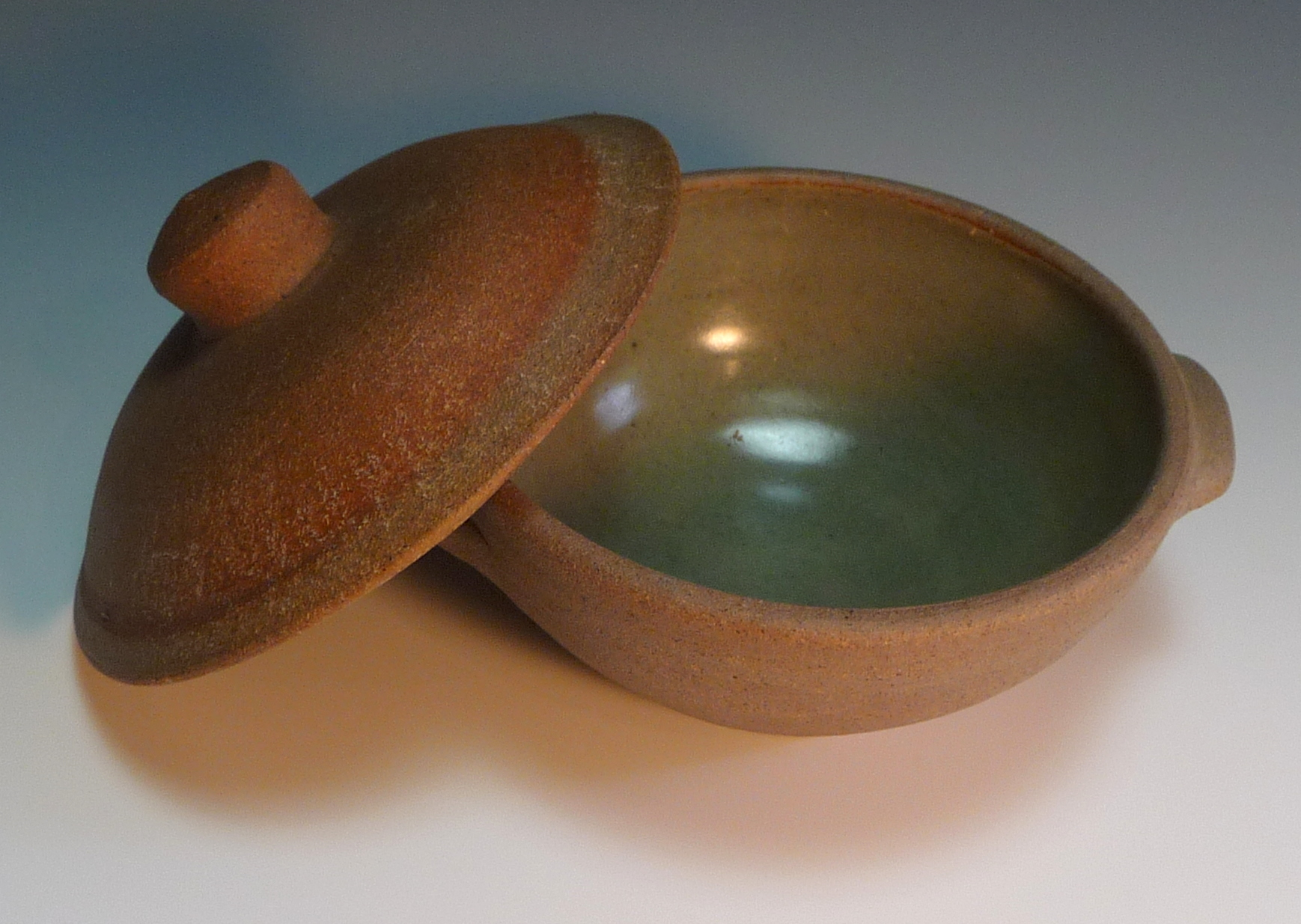
Leach Pottery covered soup bowl

Leach va ser sempre partidari de les formes simples i utilitàries. La seva ceràmica ètica s'oposava al que ell anomenava ceràmica decorativa, en la que es prioritzaven els valors estètics per sobre dels funcionals. Molt popular a la dècada dels 40, després de la publicació d' A Potter's Book, el seu estil va tenir una llarga influència en la contra-cultura i el disseny modern a l'Amèrica del Nord durant les dècades dels 50 i 60. La Leach Pottery elaborava una línia de "ceràmica estàndard" artesanal accessible al públic en general. Tot i així, les ceràmiques que s'hi produïen, eren exposades com a obres d'art.
Molts ceramistes de tot el món van estudiar a la Leach Pottery, i van propagar l'estil i les idees de Leach. Entre els seus col·legues i aprenents s'inclouen Michael Cardew, Katherine Pleydell-Bouverie, David i Michael Leach (els seus fills), Janet Darnell (amb qui Leach es va casar l'any 1956) i William Marshall. Entre els seus alumnes americans hi figuren Warren MacKenzie (que al seu torn influí en molts ceramistes a través de la seva docència a la Universitat de Minnesota), Byron Temple, Clary Illian i Jeff Oestrich. També va tenir una gran influència en el ceramista Len Castell, capdavanter de la ceràmica de Nova Zelanda, que viatjà a Londres per passar un temps treballant amb Leach a mitjans de la dècada dels 50. Un altre aprenent seu va ser el ceramista indi Nirmala Patwardhan que va desenvolupar l'anomenat esmalt Nirmmala partint d'una tècnica xinesa del segle xi. El ceramista xipriota Valentinos Charalambous també va rebre classes de Leach els anys 1950-51.
Leach va ser un dels principals organitzadors de l'única Conferència Internacional de Ceramistes i Teixidors celebrada el juliol de 1952, a Dartington Hall, on havia estat treballant i impartint classes. S'hi van poder veure exposicions que incloïen ceràmica i tèxtils anglesos posteriors al 1920, peces d'art popular mexicà i obra dels mateixos participants en la conferència, com Shoji Hamada o Marguerite Wildenhain, ceramista de la Bauhaus establerta als EUA. Un altre participant rellevant, va ser el japonès Soetsu Yanagi, autor de The Unknown Craftsman. Segons Brent Johnson, "El resultat més important de la Conferència va ser que va ajudar a impulsar el moviment de la ceràmica artística, donant veu a les persones que es finalment van convertir-se en els seus màxims representants... va fer-los famosos [a Leach, a Hamada i a Yanagi] ...[mentre que] Marguerite Wildenhain va sortir del la Dartinghall Hall com la ceramista més important d'Amèrica."

## Darrers anys
Leach va continuar produint fins al 1972 i va mantenir fins al final la seva passió pels viatges, que van fer d'ell un precursor de l'actual globalització artística. Va continuar escrivint sobre ceràmica, fins i tot després de perdre la vista. El Victoria i Albert Museum de Londres va organitzar una gran exposició de la seva obra, l'any 1977. La Leach Pottery encara roman oberta avui en dia i inclou un museu amb moltes peces de Leach i dels seus alumnes.

## Honors
- Japan Foundation Guardó Cultural, 1974.[9]
- Companion of Honour, 1973 (UK).[10]
- Order of the Sacred Treasure, 1966 (Japó).[11]
- Commander of the Order of the British Empire, 1962.[12]

## El llibre d'Edmund De Waal
Edmund De Waal, és un artista ceramista i Professor de Ceràmica a la Universitat de Westminster, que havia rebut classes de Geoffrey Whiting, un deixeble de Leach, a la King's School, de Canterbury. Mentre De Wall treballava al Japó en un estudi monogràfic sobre Leach, va poder investigar els seus diaris i altres documents seus conservats a l'arxiu de la Japanese Folk Crafts Museum.
El llibre de De Waal es va publicar el 1998. L'autor el va descriure com "el primer estudi desmitificador" sobre Leach." "Leach, és mitificat com el gran interlocutor amb el Japó i l'Orient" va dir, "com la persona que entenia l'Orient i que ens el va explicar a tots nosaltres, com a desvelador del misteri de l'Orient. Però, de fet, la gent amb qui es relacionava i amb qui conversava, eren molt pocs, i pertanyien a una elit molt educada, sovint occidentalitzada a través de l'educació rebuda, i que no tenien el més mínim contacte amb l'àmbit rural, amb el Japó més analfabet del que formaven part els artesans". De Waal remarca que Leach no parlava Japonès i havia tingut en compte només un cercle molt reduït de la ceràmica japonesa.
És cert que Leach no parlava amb fluïdesa la llengua japonesa, però malgrat això, va ser un artista altament qualificat i amb una gran capacitat d'observació que va viure i treballar al Japó durant deu anys, molt més que qualsevol altre artista o artesà occidental en aquella època. Quan Leach va arribar al Japó el 1909, els terrissers locals ja havien començat a desaparèixer a conseqüència de la producció industrial de la vaixella. En aquell moment, el seu amic Yanagi i d'altres estaven mirant de salvar aquest patrimoni, iniciant el moviment Mingei (folklore). Així mateix, molt abans que aparegués el llibre de De Waal, Leach va dedicar deu anys a la traducció a l'anglès del llibre L'Artesà Desconegut de Yanagi, amb l'ajuda d'alguns dels seus amics japonesos.

## Escrits (selecció)
- 1940: A Potter's Book. London: Faber & Faber
  - Nova edició, amb introduccions de Soyetsu Yanagi i Michael Cardew. London: Faber & Faber, 1976, ISBN 978-0-571-10973-9
- 1985: Beyond East and West: Memoirs, Portraits and Essays. Nova edició, London: Faber & Faber (September 1985), ISBN 978-0-571-11692-8
- 1988: Drawings, Verse & Belief Oneworld Publications; 3era edició (1988), ISBN 978-1-85168-012-2